# AS Garde Nationale
Association Sportive de la Garde Nationale w skrócie AS Garde Nationale (ar. الجمعية الرياضية للحرس الوطني) – mauretański klub piłkarski grający w mauretańskiej pierwszej lidze, mający siedzibę w mieście Nawakszut.

## Sukcesy
- Première Division[1]:
  - mistrzostwo (7): 1976, 1977, 1978, 1979, 1984, 1994, 1998.

- Puchar Mauretanii[2]:
  - zwycięstwo (4): 1981, 1986, 1989, 2001.

## Występy w afrykańskich pucharach
| Sezon | Rozgrywki                 | Runda   | Kraj          | Klub             | Dom | Wyjazd | Dwumecz |
| ----- | ------------------------- | ------- | ------------- | ---------------- | --- | ------ | ------- |
| 1977  | Puchar Mistrzów           | 1       | Senegal       | ASC Diaraf       | 0–2 | 0–3    | 0–5     |
| 1978  | Puchar Mistrzów           | 1       | Gambia        | Wallidan FC      | 3–1 | 2–2    | 5–3     |
| 1978  | Puchar Mistrzów           | 2       | Gwinea        | Hafia FC         | 0–1 | 0–5    | 0–6     |
| 1979  | Puchar Mistrzów           | 1       | Senegal       | US Gorée         | 1–1 | 0–2    | 1–3     |
| 1980  | Puchar Mistrzów           | 1       | Gwinea        | Hafia FC         | 1–1 | 0–2    | 1–3     |
| 1982  | Puchar Zdobywców Pucharów | wstępna | Niger         | Zoundourma       | 4–0 | 0–3    | 4–3     |
| 1982  | Puchar Zdobywców Pucharów | 1       | Kamerun       | Dynamo Duala     | 0–1 | 0–2    | 0–3     |
| 1985  | Puchar Mistrzów           | wstępna | Gwinea Bissau | Sporting Bissau  | 1–0 | 2–2    | 3–2     |
| 1985  | Puchar Mistrzów           | 1       | Tunezja       | CA Bizertin      | 1–1 | 0–2    | 1–3     |
| 1987  | Puchar Zdobywców Pucharów | 1       | Tunezja       | Espérance Tunis  | 1–3 | 0–4    | 1–7     |
| 1994  | Puchar CAF                | 1       | Tunezja       | JS Kairouan      | 1–1 | 1–3    | 2–4     |
| 1996  | Puchar CAF                | 1       | Maroko        | Kawkab Marrakesz | –   | –      | –       |

## Stadion
Domowe mecze klub rozgrywa na stadionie o nazwie Stadion Olimpijski w Nawakszucie, który może pomieścić 40 000 widzów.

## Reprezentanci kraju grający w klubie od 2000 roku
Stan na styczeń 2023.
| - Ahmed Belheir - Boubou Diabira - Hassan Houbeib - Aly Mohamed Mahmoud - Brahim Ould Malha | - Mohamed Lemine Ould Mohamed - Demine Saleck - Cheikhna Varajou - Ibrahim Danja |